# Kovea
Kovea — корейская компания, основанная в 1982 году и специализирующаяся на выпуске туристического снаряжения 
Практически вся продукция производится на фабриках непосредственно в Южной Корее, за исключением производства термосов, размещенного в КНР.
На рынке России - с 2002 года.

## История
Компания начала свою деятельность в июне 1982 года, начав как производитель газового оборудования исключительно для внутреннего рынка. В 1988 году компания получает лицензию на реализацию продукции.
1997 год стал для компании ключевым - в июле она получает награду в номинации "Лучший экспортный продукт 1997 года" и уже в ноябре изменяет название на Kovea Co., Ltd.
В феврале 2000 года компания получила сертификат ISO 9001.
В 2001 году бы открыт свой собственный центр развития и торговли.
1 августа 2011 было официально объявлено о создании нового бренда KoveaHome.

## Продукция
- Газовые горелки и паяльники
- Газовые лампы
- Горнолыжное снаряжение (лыжные палки)
- Грили и шашлычницы
- Обогреватели для рук (каталические грелки)
- Палатки
- Портативные газовые печки
- Посуда для туристов
- Раскладные стулья
- Расходные материалы (газ. баллоны, переходники и т.п.)
- Спальные мешки
- Термосы
- Фонари

## Награды
- Red dot Design Award 2014[1]
- ISPO Gold Winner Design Award 2014[2]
- Best Service Quality award by the Korean Sports Association
- Presidents award by the Ministry of Culture, Sports, and Tourism of Korea
- Rated by Forbes Korea #1 Camping Brand in Korea